# Concours international de jeunes chefs d’orchestre de Besançon
Le concours international de jeunes chefs d’orchestre de Besançon est un concours fondé en 1951 organisé dans le cadre du Festival international de musique de Besançon Franche-Comté. Il est reconnu comme un des plus prestigieux pour les jeunes chefs d'orchestre et a lieu intégralement sur auditions.

## Fondation et fonctionnement
Le concours international de jeunes chefs d’orchestre de Besançon a été fondé en 1951 à l'initiative du compositeur, musicographe et critique musical Émile Vuillermoz. Annuel jusqu'en 1992, il est depuis organisé tous les deux ans. C'est devenu un des concours majeurs de la discipline, le concours de direction « le plus complet au monde avec des épreuves de musique symphonique ».
Le Concours de Besançon est ouvert à tous les artistes de moins de 35 ans qui souhaitent devenir chef d'orchestre professionnel, quel que soit leur parcours, leur formation ou leur expérience, aucun diplôme préalable n'étant exigé. Après des sélections continentales sur auditions, vingt candidats s'affrontent pour obtenir le Grand prix de direction pendant une semaine de compétition. De grands noms tels que Jean Périsson (1952), Gerd Albrecht (1957), Seiji Ozawa (1959), Michel Fusté-Lambezat (1960), Michel Plasson (1962), Zdeněk Mácal (1965), Jesús López Cobos et Philippe Bender (1968), Sylvain Cambreling (1974), Yoel Levi (1978), Osmo Vänskä (1982), Wolfgang Doerner (1984), Yutaka Sado (1989) ou Lionel Bringuier (2005) y ont lancé leur carrière internationale,.

## Le Grand Prix de direction
De 1951 à 1953, les lauréats obtiennent un 1er prix. De 1954 à 1973, deux prix sont attribués chaque année : un prix pour les professionnels, diplômés, et un pour les amateurs/ non professionnels, non diplômés. Le prix pour les amateurs / non professionnels s'appelle à partir de 1961 1erprix Émile Vuillermoz. À partir de 1964, le prix pour les non professionnels s'appelle la Lyre d'Or, auquel peut être ajouté le prix Vuillermoz. La Lyre d'Or avec attribution du prix « Émile Vuillermoz » redevient un unique prix à partir de 1974. Le nom Grand prix de direction n'est adopté qu'à partir de 1992.
Le prix est doté d'une récompense de 12 000 € et d'un accompagnement destiné à aider le lauréat ou la lauréate à lancer sa carrière. Le jury peut ne pas attribuer le prix.

### Lauréats et lauréates
Les lauréats sont :
- 1951 : Reinhard Peters (Allemagne)
- 1952 : Jean Périsson (France)
- 1953 : Peter Traunfellner (Autriche)
- 1954 : Pierre Chaillé (France) et Igor Gjadrov (Yougoslavie)
- 1955 : Jerzy Katlewicz (Pologne) et Louis Bertholon (France)
- 1956 : Zdenek Kosler (Tchécoslovaquie) et Gérard Devos (France)
- 1957 : Jean Lapierre (France) et Gerd Albrecht (Allemagne)
- 1958 : Martin Turnovský (Tchécoslovaquie) et Robert Martignoni (France)
- 1959 : Seiji Ozawa (Japon) et Philip Spurgeon (USA)
- 1960 : Poul Jorgensen (Danemark) et Michel Fusté (France)
- 1961 : Pierre Hétu (Canada) et Jacques Houtmann (France)
- 1962 : Vladimir Kojoukharov (Bulgarie) et Michel Plasson (France)
- 1963 : Aloïs Springer (Allemagne) et André Schenck (USA)
- 1964 : Emil Simon (Roumanie) et Ladislas Rybach (Hongrie)
- 1965 : Zdeněk Mácal (Tchécoslovaquie) et non attribué
- 1966 : non attribué et Catherine Comet (France)
- 1967 : Yuval Zaliouk (Israël) et non attribué
- 1968 : non attribué et Alain Pâris (France)
- 1969 : non attribué et Guy Condette (France)
- 1970 : Stéphane Cardon (France) et Karl Kaspar-Trikolodis (Hongrie)
- 1971 : non attribué et Alain Sabouret (France)
- 1972 : Jacques Mercier (France) et Étienne Bardon (France)
- 1973 : non attribué et non attribué
- 1974 : Alex Veelo (Pays-Bas)
- 1975 : Marc Soustrot (France)
- 1976 : Patrick Juzeau (France)
- 1977 : Tomas Koutnik (Tchécoslovaquie) et Ali Rahbari (Iran)
- 1978 : Yoel Levi (Israël)
- 1979 : Doron Salomon (Israël)
- 1980 : Jonathan Seers (Angleterre)
- 1981 : Philippe Cambreling (France)
- 1982 : Yôko Matsuo (Japon) et Osmo Vänskä (Finlande)
- 1983 : Michael Zilm (Allemagne)
- 1984 : Wolfgang Doerner (Autriche)
- 1985 : Wing-Sie Yip (Chine)
- 1986 : Gilles Auger (Canada)
- 1987 : Nicolás Pasquet (Uruguay)
- 1988 : Shao-chia Lü (Taïwan)
- 1989 : Christopher Gayford (Angleterre) et Yutaka Sado (Japon)
- 1990 : Ryusuke Numajiri (Japon)
- 1991 : George Pehlivanian (USA)
- 1992 : Tommaso Placidi (Italie)
- 1993 : Silvia Massarelli (Italie) et Daisuke Soga (Japon)
- 1995 : Tetsuro Ban (Japon)
- 1997 : Marco Parisotto (Canada)
- 1999 : Alvaro Albiach-Fernandez (Espagne)
- 2001 : Tatsuya Shimono (Japon)
- 2003 : non attribué[7]
- 2005 : Lionel Bringuier (France)
- 2007 : Darrell Ang (Singapour)
- 2009 : Kazuki Yamada (Japon)[8]
- 2011 : Yuki Kakiuchi (Japon)[9]
- 2013 : Yao-Yu Wu (Taïwan)[10]
- 2015 : Jonathon Heyward (USA)[11]
- 2017 : Ben Glassberg (Royaume-Uni)[12]
- 2019 : Nodoka Okisawa (Japon)[13]
- 2021 : non attribué[14]
- 2023 : Swann Van Rechem (France)[15],[16]

## Autres prix
Le public assistant à la Finale est appelé à voter pour attribuer le « Coup de cœur du public ». Les musiciens de l’orchestre de la Finale sont également appelés à voter à bulletin secret pour désigner le « Coup de cœur de l’orchestre ». Le jury a également la possibilité d’attribuer une Mention spéciale dotée de 3 000 €.